# يون دال توماسون
يون دال توماسون (بالدنماركية: Jon Dahl Tomasson)‏، من مواليد 29 أغسطس 1976 في كوبنهاغن في الدنمارك، لاعب ومدرب كرة قدم دنماركي.
بدأ مسيرته الكروية مع نادي كوجه في عام 1992، ولعب معهم حتى عام 1994، وشارك معهم في 55 مباراة وسجل 38 هدف، وفي عام 1994 انتقل إلى نادي هيرنفين الهولندي، ولعب معهم حتى عام 1997، وشارك معهم في 78 مباراة وسجل 37 هدف، وفي موسم 1997/1998 انتقل إلى نادي نيوكاسل يونايتد الإنجليزي، وشارك معهم في 23 مباراة وسجل 3 أهداف، وفي عام 1998 انتقل إلى نادي فيينورد روتردام الهولندي، ولعب معهم حتى عام 2002، وشارك معهم في 122 مباراة وسجل 55 هدف، وفي عام 2002 انتقل إلى نادي إيه سي ميلان الإيطالي، ولعب معهم حتى عام 2005، وشارك معهم في 75 مباراة وسجل 22 هدف، وفي عام 2005 انتقل إلى نادي شتوتغارت الألماني، وأعير في يناير 2007 إلى نادي فياريال الإسباني.
و قد بدأ باللعب مع منتخب الدنمارك لكرة القدم منذ عام 1997.
سجل أربعاً من أهاف بلاده الخمسة في كأس العالم 2002.

## مسيرته الكروية
لعب يون دال توماسون خلال مسيرته الاحترافية مع 7 أندية في واحد وعشرون موسمًا وسجل خلالها 189 هدف ضمن 455 مباراة. حيث فاز في موسم واحد بالكأس وفي ثلاثة مواسم بالدوري.
خاض يون دال توماسون مسيرته مع Køge Boldklub ‏ في موسم 1991–92 واستمر معه طيلة ثلاثة مواسم، مشاركًا في 55 مباراة سجل خلالها 37 هدفًا. ثم انتقل إلى نادي هيرنفين في موسم 1994–95 واستمر معه طيلة ثلاثة مواسم، حيث شارك في 78 مباراة سجل خلالها 37 هدفًا أيضًا. لينتقل بعدها إلى نادي نيوكاسل يونايتد في موسم 1997–98 لمدة موسم واحد، مشاركًا في 23 مباراة سجل خلالها 3 أهداف. ثم انتقل إلى نادي فاينورد في موسم 1998–99 في المرة الأولى ليلعب معه أربعة مواسم ثم في موسم 2008–09 واستمر معه طيلة ثلاثة مواسم، مشاركًا طوالها في 159 مباراة سجل خلالها 75 هدفًا. هذا وانتقل لاحقًا إلى نادي إيه سي ميلان في موسم 2002–03 واستمر معه طيلة ثلاثة مواسم، مشاركًا في 74 مباراة سجل خلالها 22 هدفًا. ثم انتقل بعدها إلى نادي شتوتغارت في موسم 2005–06 ولمدة موسمين، مشاركًا في 30 مباراة سجل خلالها 8 أهداف. ليعود وينتقل من جديد، لكن هذه المرة إلى نادي فياريال في موسم 2006–07 ولمدة موسمين، مشاركًا في 36 مباراة سجل خلالها 7 أهداف.

## روابط خارجية
- يون دال توماسون على موقع الاتحاد الدولي (مؤرشف)  (الإنجليزية)
- يون دال توماسون على موقع الاتحاد الأوربي (الإنجليزية)
- يون دال توماسون على موقع قاعدة بيانات كرة القدم.إي يو (الإنجليزية)
- يون دال توماسون على موقع بيانات كرة القدم. دي إي (الألمانية)
- يون دال توماسون على موقع ناشيونال فوتبول تيمز (الإنجليزية)
- يون دال توماسون على موقع Soccerbase.com (لاعب) (الإنجليزية)
- يون دال توماسون على موقع Soccerway.com (الإنجليزية)
- يون دال توماسون على موقع عالم كرة القدم.نت (الإنجليزية)
- يون دال توماسون على موقع كووورة